# 軟葉狸藻
軟葉狸藻（學名：Utricularia flaccida），為狸藻屬陸生食虫植物。。其种加词“flaccida”来源于拉丁文“flaccidus”，意为“松弛，虚弱”。其为巴西的特有種。1844年，阿方斯·比拉姆·德康多爾正式描述了軟葉狸藻。